# Kuna croată (1941-1945)

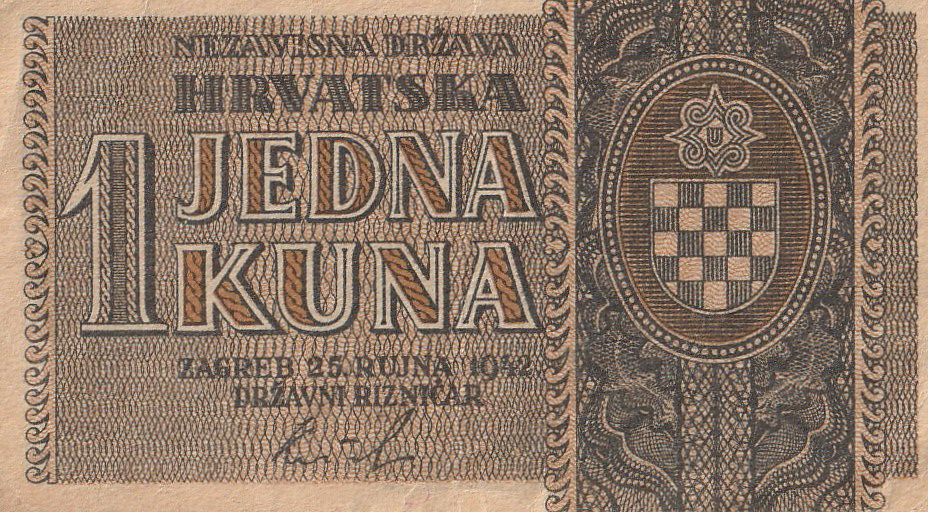
Bancnotă cu valoarea nominală de 1 kuna, din 1942

Kuna a fost unitatea monetară a Statului Independent al Croației, din 1941 până în 1945, în timpul celui de al Doilea Război Mondial. 

## Istorie
Moneda kuna era utilizată în Slavonia, în Evul Mediu, din 1018 și între 1260 și 1380. 

Cuvântul kuna semnifică „jder” în croată, același cuvânt este folosit pentru moneda croată actuală, care este subdivizată în 100 de lipa.
Kuna croată a fost introdusă în Statul Independent al Croației (NDH) la 26 iulie 1941.
Kuna a înlocuit dinarul iugoslav la paritate, iar față de marca germană, Reichsmark (ℛℳ), cu rate duble de schimb, una fixă, la 20 kuna = 1 ℛℳ, cealaltă fiind o rată controlată de stat de
31 decembrie 1941 - 25,00 Kn = 1 ℛℳ
31 decembrie 1942 - 37,50 Kn = 1 ℛℳ
31 decembrie 1943 - 40,00 Kn = 1 ℛℳ
31 decembrie 1944 - 80,00 Kn = 1 ℛℳ
6 mai 1945 - 120,00 Kn = 1 ℛℳ
Kuna din anii 1940 era subdivizată în 100 de banica. Moneda croată kuna a fost înlocuită de dinarul iugoslav, între 30 iunie și 9 iulie 1945, la o rată de 40 kuna = 1 dinar.

## Monede metalice
| Aspect | Aspect | Valoarea nominală | Data emiterii | Dimensiuni | Observații |
| ------ | ------ | ----------------- | ------------- | ---------- | ---------- |
|        |        | 2 kune            | 1941.         |            |            |

Monedele de zinc au fost emise în valori nominale de 1 și 2 kune în 1941, dar numai cele cu valoare nominală de 2 kune sunt disponibile astăzi în număr apreciabil.

## Bancnote
Bancnotele Kuna au fost introduse de guvern în 1941, cu valori nominale de 10, 50, 100, 500 și 1000 kuna. Acestea au fost urmate în 1942 de bancnote cu valori nominale de 50 de banica și de 1 și 2 kune. În 1943, Hrvatska Državna Banka (în română „Banca de Stat a Croației”) a emis bancnote cu valori nominale de 100, 1000 și 5000 de kuna. Bancnotele au fost tipărite în Germania de către Giesecke & Devrient.

## Probleme concurente
Grupări de partizani au emis și ele bancnote. Aici sunt incluse Autoritatea Regională din Zagreb de Eliberare a Poporului (în croată: „Oblasni narodno-oslobodilački odbor Zagrebačke oblasti”) și Consiliul de Național Antifascist pentru Eliberarea Națională a Croației - ZAVNOH (în croată: „Zemaljsko antifašističko vijeće narodnog oslobođenja Hrvatske”)    
Regiunea Zagreb a emis bancnote cu valori nominale de 500, 1.000, 5.000, 10.000 și 50.000 de kuna. ZAVNOH a emis, în 1943, bancnote exprimate atât în dinari cât și în kuna, cu valori nominale de 100, 500, 1.000, 5.000, 10.000 și 100.000 de kuna / dinari. Au fost emise, de asemenea, bancnote cu valori nominale de 100, 500 și 1.000 de lire, însă fără indicații cu privire la valoarea în kuna.

## Urmări
Privitor la noua monedă croată, Kuna, în uz începând din 1994, în noul stat croat, născut în urma dizolvării fostei Iugoslavii, au existat polemici, montate de unii care au dorit să lege actualul stat democratic croat de regimul aliat al Germaniei Naziste, statul ustaș, considerând că denumirea acestei monede, kuna, ar constitui o provocare. 
Se prevede ca moneda kuna să continue să circule până la înlocuirea ei cu moneda comună europeană, euro.